# حجز الأدوار

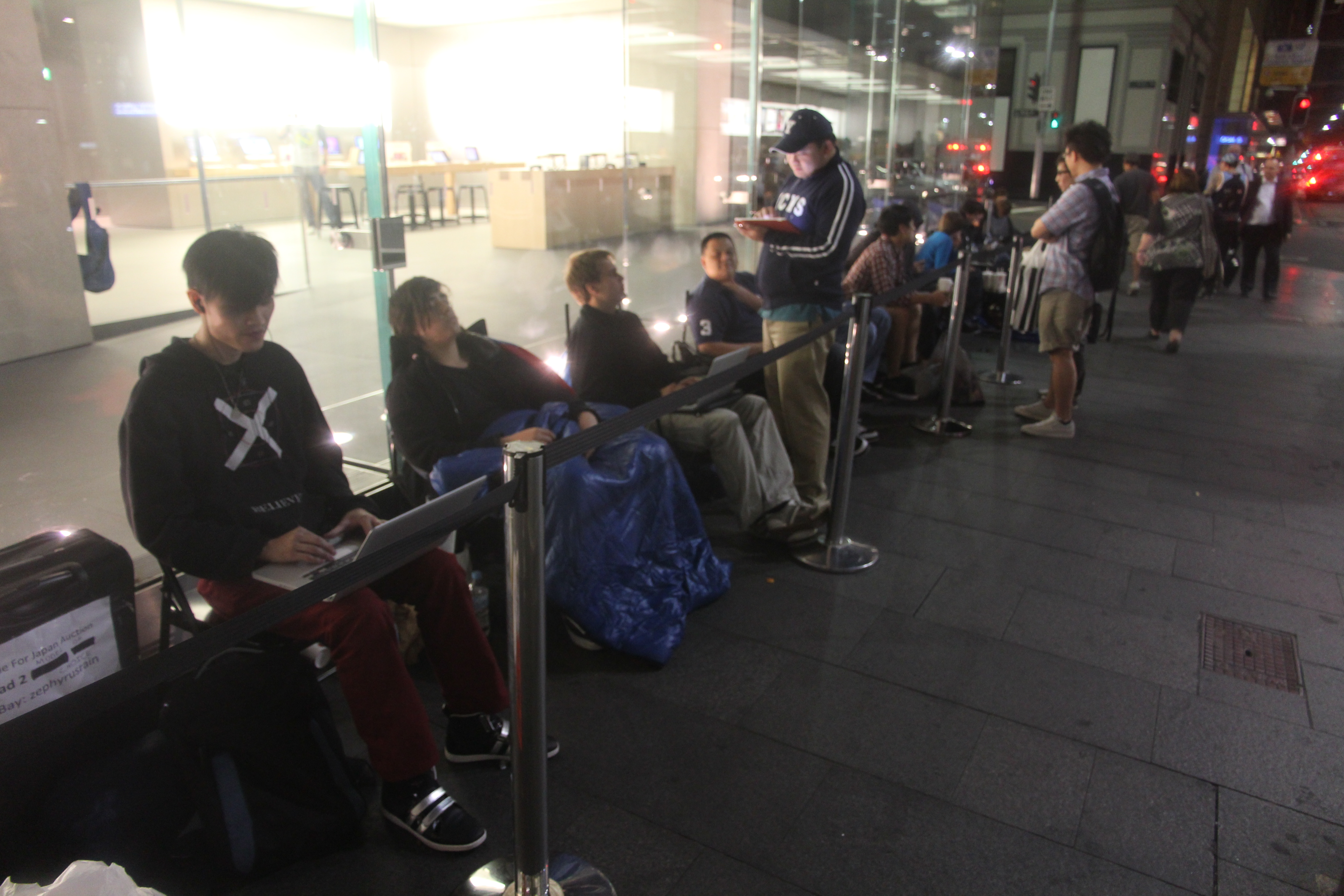

حجز الأدوار (بالإنجليزية: linestanding) أو حجز المقاعد (بالإنجليزية: seatholding) هي خدمة تقدم في واشنطن العاصمة إلى أعضاء مجموعات الضغط السياسي والمكاتب التشريعية المشتركة والمنظمات غير الربحية والمحامين وغيرهم من الجماهير المهتمين بالقضايا محل النقاش أو بمسودات القوانين التي يرفعها أعضاء مجلس النواب الأمريكي أو مجلس الشيوخ الأمريكي. ترسل الشركة التي تقدم هذه الخدمة أحد أفرادها إلى كابيتول هيل للوقوف في مكان متقدم من الطابور للسماع أو رفع الشكوى ومساعدة الموكل للدخول إلى حجرة المرافعة والجلوس على مقعد متقدم في منطقة الزائرين.
وفي 18 أكتوبر من عام 2007، قدمت واحدة من الأعضاء المبتدئين بمجلس الشيوخ كلير مكاسكيل من ولاية ميزوري اقتراحًا بعدم قانونية استخدام خدمة حجز الأدوار للأعضاء المسجلين في مجموعات الضغط السياسي. حيث ترى أنه يجب على أي من الأعضاء في مجموعات الضغط السياسي الوقوف في الطابور مع الجميع.